# Atrociraptor

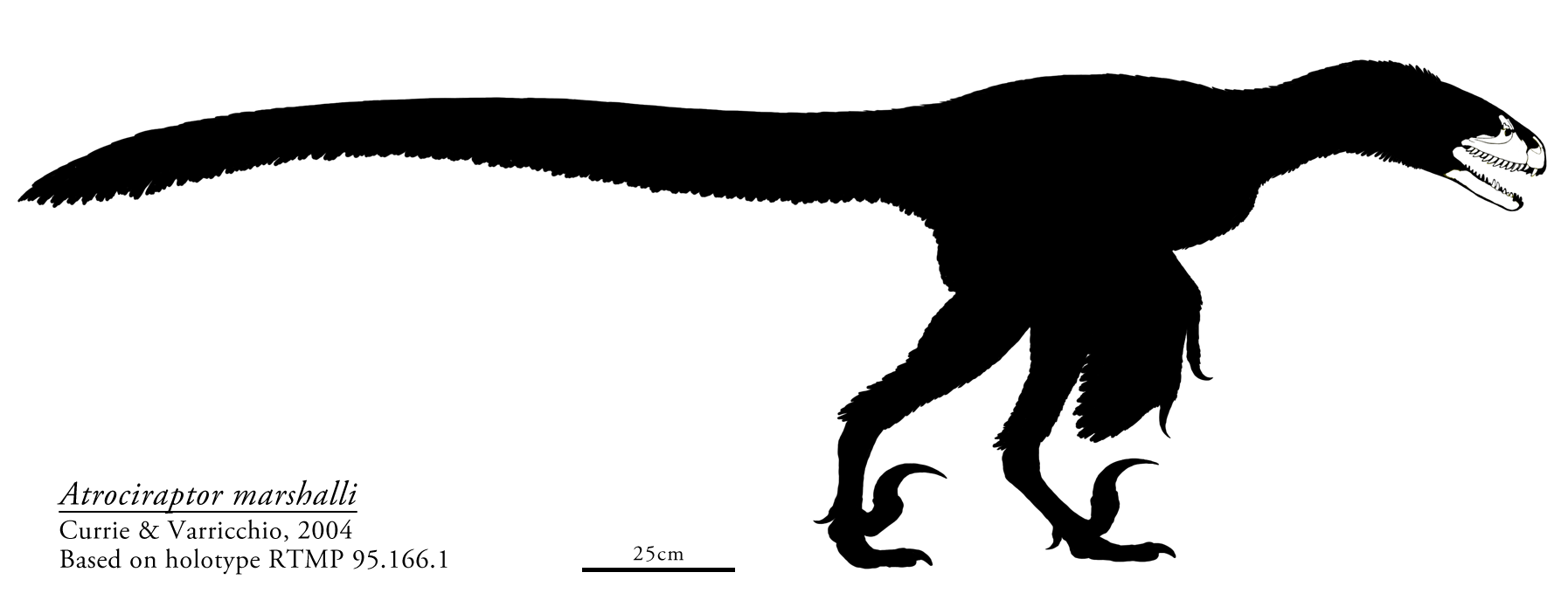
Diagrama esquelético de Atrociraptor marshalli

Atrociraptor (que significa "ladrão selvagem") é um gênero de dinossauro terópode dromaeossaurídeo do Cretáceo Superior (estágio Maastrichtiano) de Alberta, no Canadá.

## Descoberta
O tipo (e único) espécime de Atrociraptor, holótipo RTMP 95.166.1, foi descoberto por Wayne Marshall em 1995, em camadas da Formação Horseshoe Canyon também contendo um osso de Albertosaurus, perto de Drumheller. Este osso está localizado na parte superior da unidade 4 da Formação Horseshoe Canyon, que data de cerca de 68.5 milhões de anos atrás.
O único exemplar conhecido é composto por partes dos maxilares superior e inferior tanto de pré-maxilar, e maxilar direito, ambas as mandíbula e numerosos pequenos fragmentos. O crânio parece ter sido muito curto e alto. Os dentes são relativamente simples, mas que emergem a partir dos soquetes de dentes com um ângulo da linha de mandíbula, o que resulta em uma fileira fortemente ajuntada de dentes. Um número de dentes isolados (anteriormente designados Saurornitholestes) também foram recuperados a partir da Formação Horseshoe Canyon; eles podem ser reconhecidos pelas suas excepcionalmente grandes serrilhas.

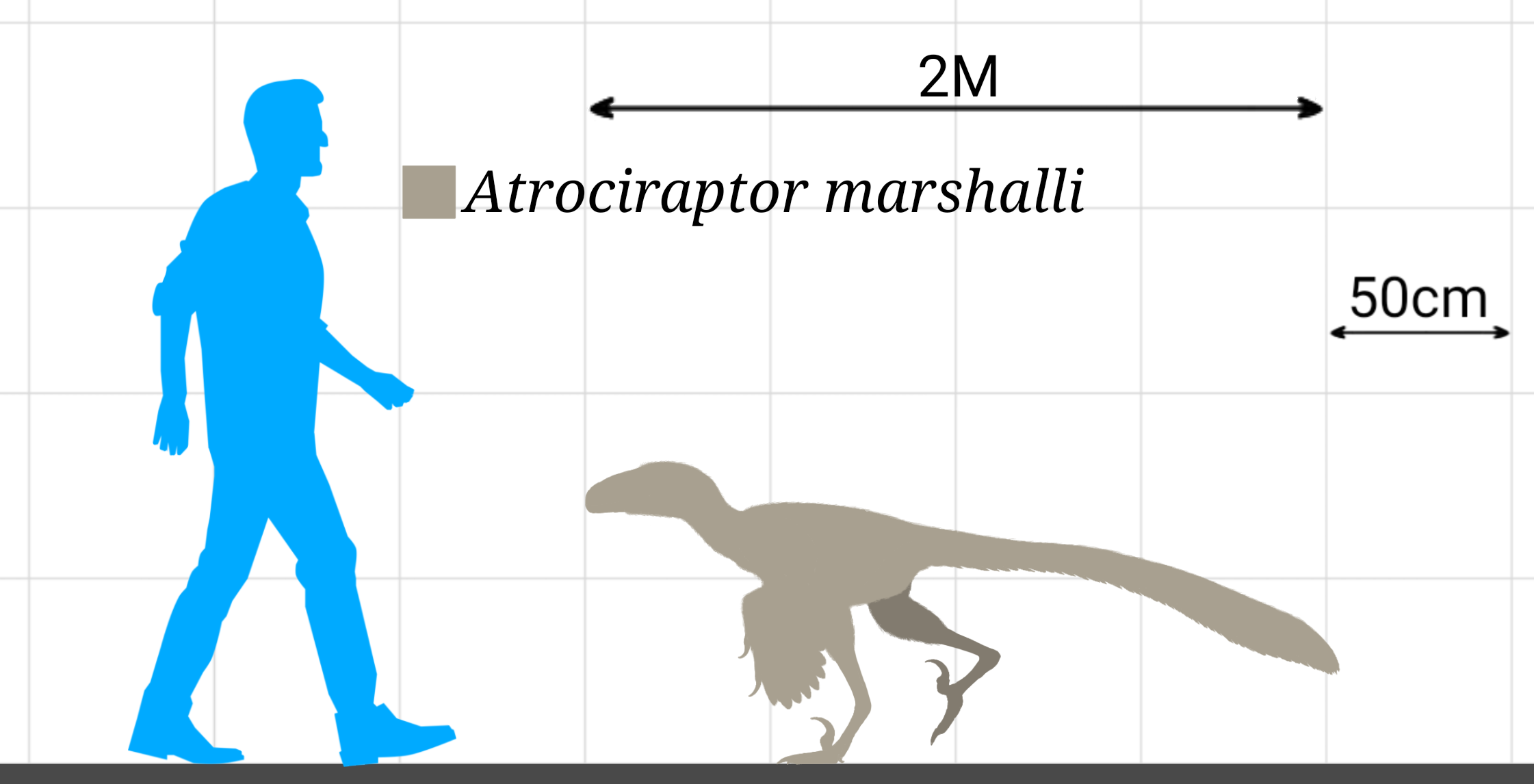
Comparação entre um A. marshalli com um humano

 Em 2004, Philip J. Currie e David Varricchio nomearam e descreveram a espécie tipo de Atrociraptor: Atrociraptor marshalli. O nome genérico é derivado do latim atrox, "selvagem", e raptor, "seizer". O nome específico homenageia Marshall.

## Descrição

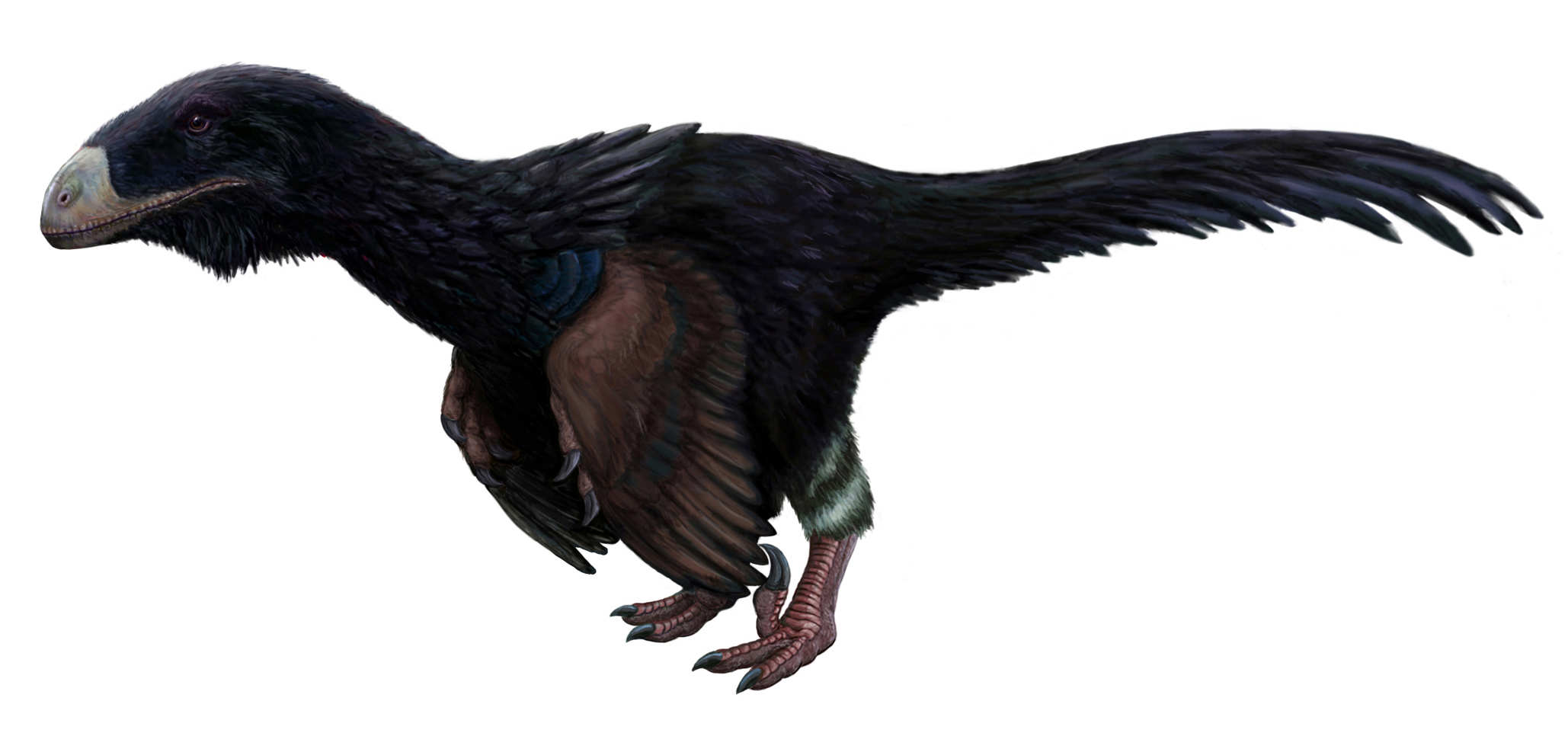
Representação

Em 2010, Gregory S. Paul estimou seu comprimento em dois metros, o seu peso em 15 kg. Atrociraptor se difere dos Bambiraptor e outros Velociraptorinae na sua dentição mas os dentes possuem diferentes tamanhos mas com a mesma forma e profundidade com um focinho curto. A abertura do crânio, a fenestra maxilar, é relativamente grande e posicionado logo acima uma outra abertura, a fenestra pré-maxilar, é uma condição que não é conhecida a partir de outras espécies.

## Classificação
Atrociraptor foi pelos seus descritores atribuídos ao Velociraptorinae dentro de um maior Dromaeosauridae. No entanto, em 2009, Currie publicou uma análise cladística mostrando Atrociraptor a ser um membro do Saurornitholestinae.